# Westerkeersluis
De Westerkeersluis (brug 346) is een basculebrug in Amsterdam-West.

## Ligging
De brug overspant het Westerkanaal en is een onderdeel van de Centrumring S100 (Amsterdam). Ze verbindt de Van Diemenstraat met de Tasmanstraat. Ten noorden van de brug zijn de houten sluisdeuren te zien van de Westerkanaalwaterkering (sluis 205) tussen stad en IJ. Vanaf 5 februari 2018 sluit de brug aan op de Spaarndammertunnel, die ten westen van de brug uitgegraven is. De noordelijke deuren van die sluis liggen direct ten noorden van de brug. Zuidelijk van de brug ligt de Westerkanaalschutsluis die ook mede de waterstand regelt tussen het Westerkanaal en het IJ.
Buslijn 48 van het Amsterdamse GVB rijdt over de brug.

## Begin

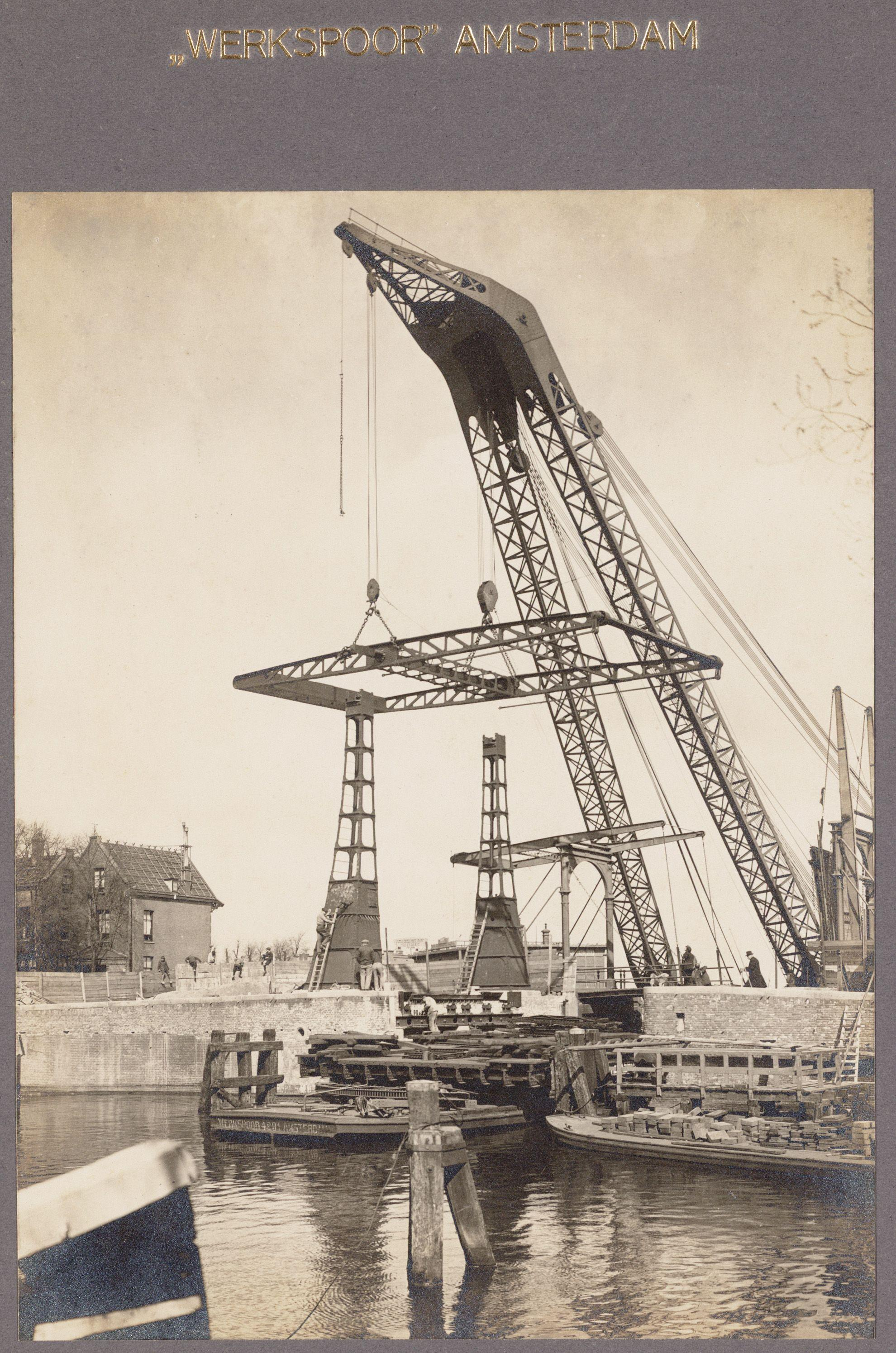
De brug uit 1919 wordt ingetakeld

Het Westerkanaal werd in 1876 uitgegraven en daar werd vervolgens bij de monding in het IJ een dubbele draaibrug neergelegd. Het werd een kleinere uitvoering dan elders in de stad; het verkeer bestond hier toen voornamelijk uit voetgangers. Deze brug werd in 1895/1896 (mei 1896 stellen van balans etc.; opening 23 juli 1896) vervangen door een dubbele houten ophaalbrug, die in 1919 na diverse reparaties alweer aan vervanging toe was. Ze werd vervangen door een enkelvoudige ijzeren ophaalburg, tweede generatie, uit de koker van Wichert Arend de Graaf van de Publieke Werken Amsterdam, kosten 70.000 gulden. De Graaf was zo trots op deze brug dat hij zijn collega Adriaan Dwars een aantal foto’s daarvan zond. Dwars complimenteerde De Graaf met het esthetisch uiterlijk van dit type ophaalbruggen, maar kwam ook met een aantal verbeteringen, die echter hier niet doorgevoerd werden. De brug stond destijds bekend als de Tasmanbrug. In die nieuwe brug en landhoofden was 30 m³ graniet verwerkt. Op 18 december 1949 moest de brug geopend worden voor een opvallend transport, want de bovenbouw van de Rotterdammerbrug moest onder de brug door.

## Huidige brug

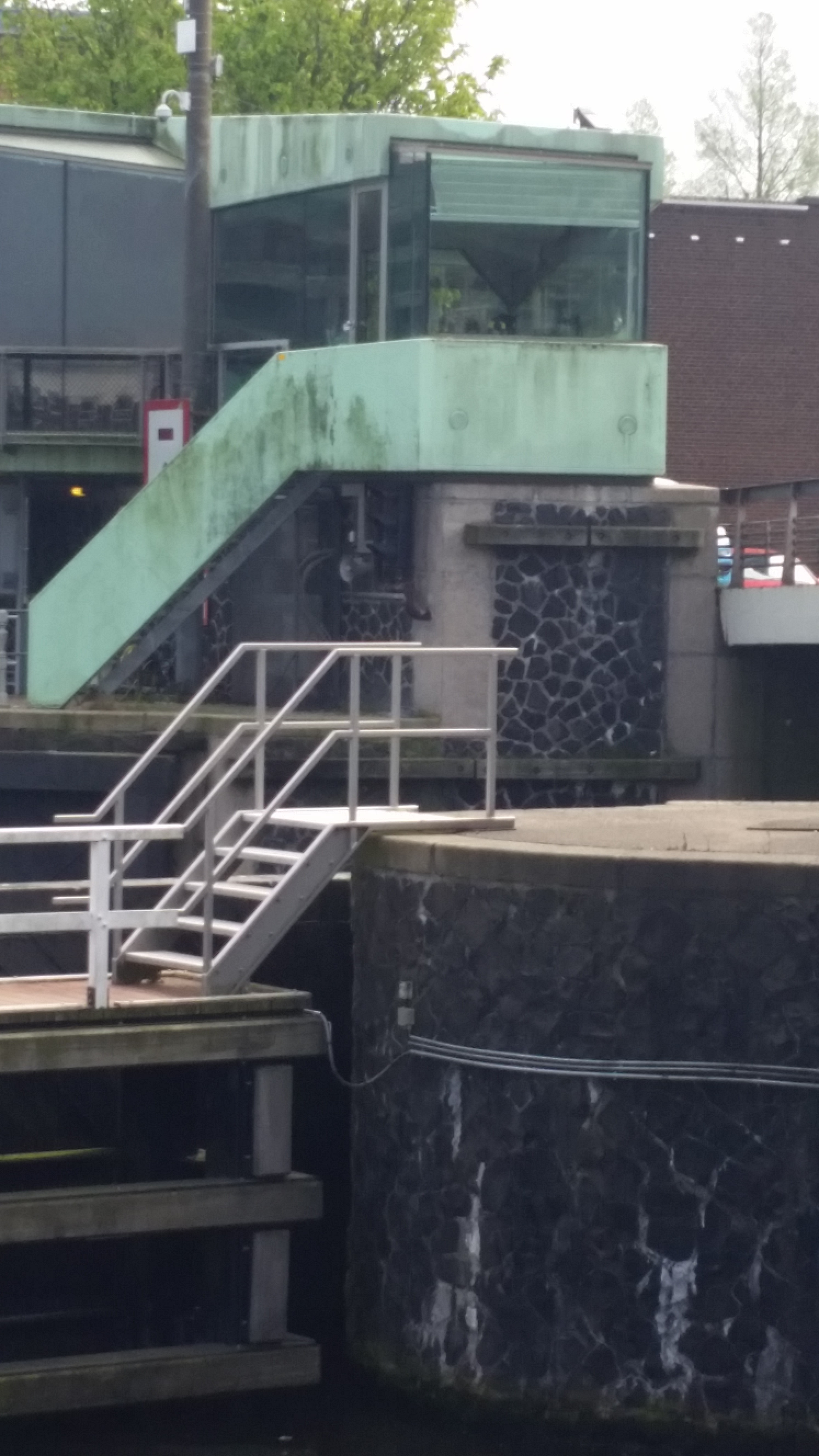
Brugwachterskantoor (2018)

In 1961 werd geconstateerd dat de brug bijna versleten was; ze moest in 1960 21.000 keer open en dicht. Bovendien nam het verkeer hier almaar toe en dus moest er een nieuwe brug komen. Aangezien het Westerkanaal tot de staande mastroute behoort, moest het weer een beweegbare brug worden. Er waren plannen om de scheepvaart hier geheel te minimaliseren door het graven van het Kanaal om de West, maar die plannen belandden in het archief. Tegelijkertijd met het vernieuwen van de brug werd een verbreding doorgevoerd; autoverkeer werd belangrijker dan scheepvaart en de brug kwam scheef over het kanaal te liggen voor een betere doorstroming van het verkeer. De vernieuwing van de brug maakte deel uit van de aanpak van vier bruggen in deze omgeving. De brug 345, brug 349 en Zoutkeetsbrug werden aangepakt. Voor de Westerkeersluis werd de vernieuwing in 1962 doorgevoerd. Toenmalig wethouder van Publieke Werken Joop den Uyl en de chef van Publieke Werken Gerrit Feiko Janssonius (verantwoordelijk voor het technisch gedeelte van de brug) openden de brug op 24 november 1962. Net als de drie andere genoemde bruggen kwam het esthetisch ontwerp van deze brug van Dirk Sterenberg. Over Sterenberg is bekend, dat hij zich in zijn beginperiode nogal eens liet beïnvloeden door bruggenarchitect Piet Kramer, werkzaam in de stijl van de Amsterdamse School. Dit is terug te vinden in de onderbouw van het brughuisje met de afwisseling baksteen/natuursteen en de terrasachtige zitjes nabij de brug. De gelijkenis met de drie andere bruggen zit in het uiterlijk van de bruggen, maar ook de walkanten en landhoofden. Hierin zijn basaltstenen verwerkt. Het originele kubusvormige brughuisje sneuvelde rond 2000; het voldeed niet (meer) aan de ARBO-wetgeving. Er kwam een brugwachterskantoor, ontworpen door Gerrit de Vries van Lux Architecten, dat op 24 november 2004 werd geopend. Vanuit dit kantoor moesten de bijbehorende brug, de bruggen 345 en 349 (over de Houtmankade), de Houtmanspoorbrug, de keersluis en de Westerkanaalschutsluis bediend worden. Tevens was ze verantwoordelijk voor de bewaarhaven en was ze een van de vier havengeldkantoren. Het werd tevens een administratief knooppunt voor de bruggendienst in Amsterdam. Niet alleen mankementen konden hier gemeld worden, ook belde men hiernaartoe, als een van de brugwachters van de stad ziek was geworden, als ook het informatiepunt van het binnenwaterbeheer van de stad, etc. In 1991 was de brug enige tijd buiten dienst; er waren scheurtjes in de stalen hoofdliggers geconstateerd die prompt daarop vervangen moesten worden.

## Andere Tasmanbruggen

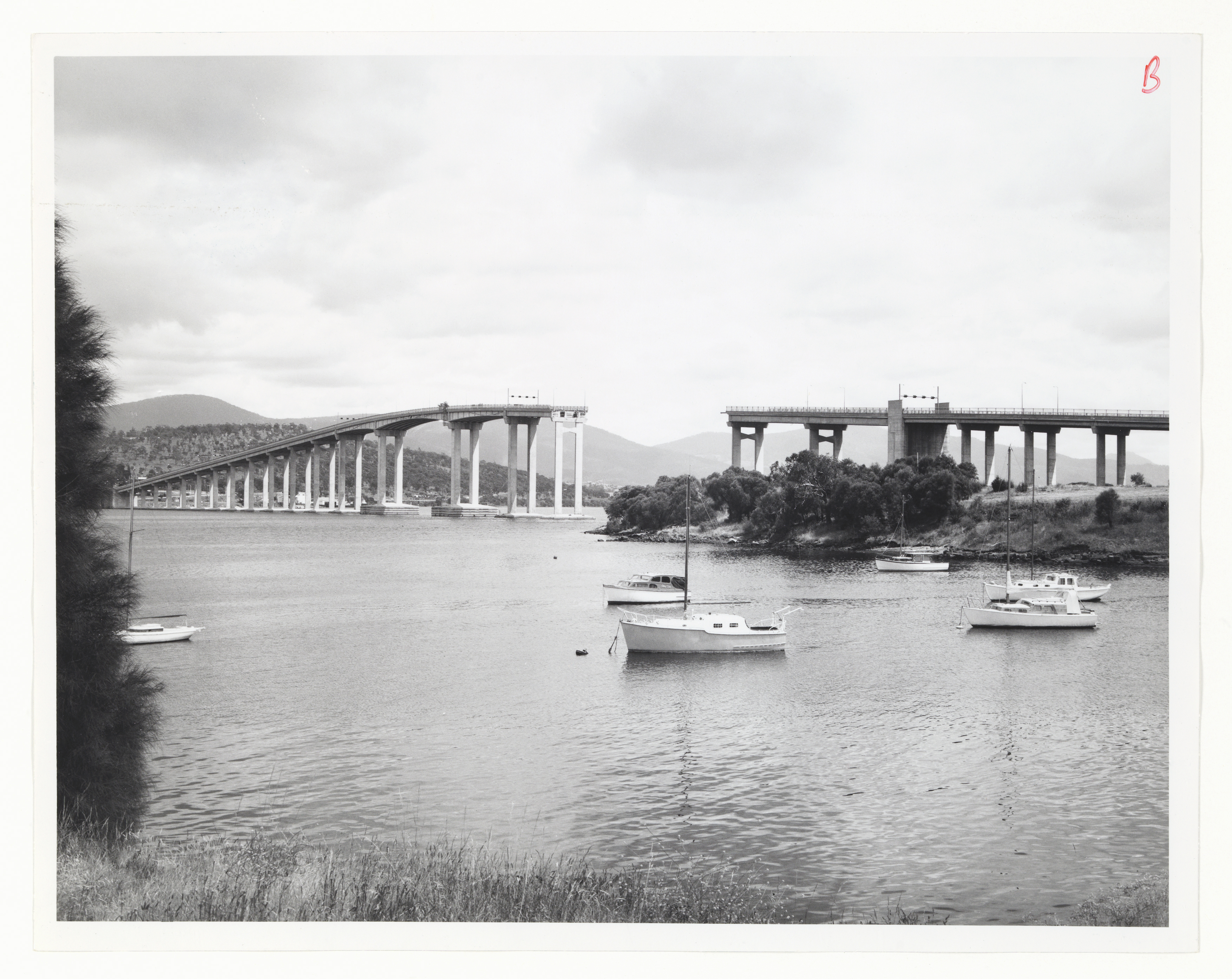
Tasman Bridge, Hobart; 1975

Hobart op het Australische eiland Tasmanië, dat net als een Amsterdamse straat en brug vernoemd is naar Abel Tasman, kent ook een Tasmanbrug; deze was in 1975 wereldnieuws toen het middendeel van de brug instortte vanwege een aanvaring.

Ook in Groningen en Utrecht bestaat een Abel Tasmanbrug.
<<< · 300 · 301 · 302 · 303 · 304 · 305 · 306 · 307 · 308 · 309 · 310 · 311 · 312 · 313 · 314 · 315 · 316 · 317 · 318 · 320 · 321 · 322 · 323 · 324 · 325 · 327 · 328 · 330 · 331 · 332 · 333 · 334 · 335 · 336 · 337 · 338 · 339 · 340 · 341 · 342 · 343 · 344 · 345 · 346 · 347 · 348 · 349 · 350 · 351 · 352 · 353 · 354 · 355 · 356 · 357 · 358 · 359 · 360 · 361 · 362 · 363 · 364 · 365 · 366 · 367 · 368 · 371 · 372 · 373 · 374 · 375 · 376 · 377 · 378 · 379 · 380 · 381 · 382 · 383 · 385 · 386 · 387 · 388 · 389 · 390 · 391 · 392 · 393 · 394 · 395 · 396 · 397 · 398 · 399 · >>>
Brugnummers 319, 326, 329 (tijdelijke duiker in de Ringspoordijk), 369, 370, 384 zijn niet (meer) vergeven.